# Voile (mycologie)

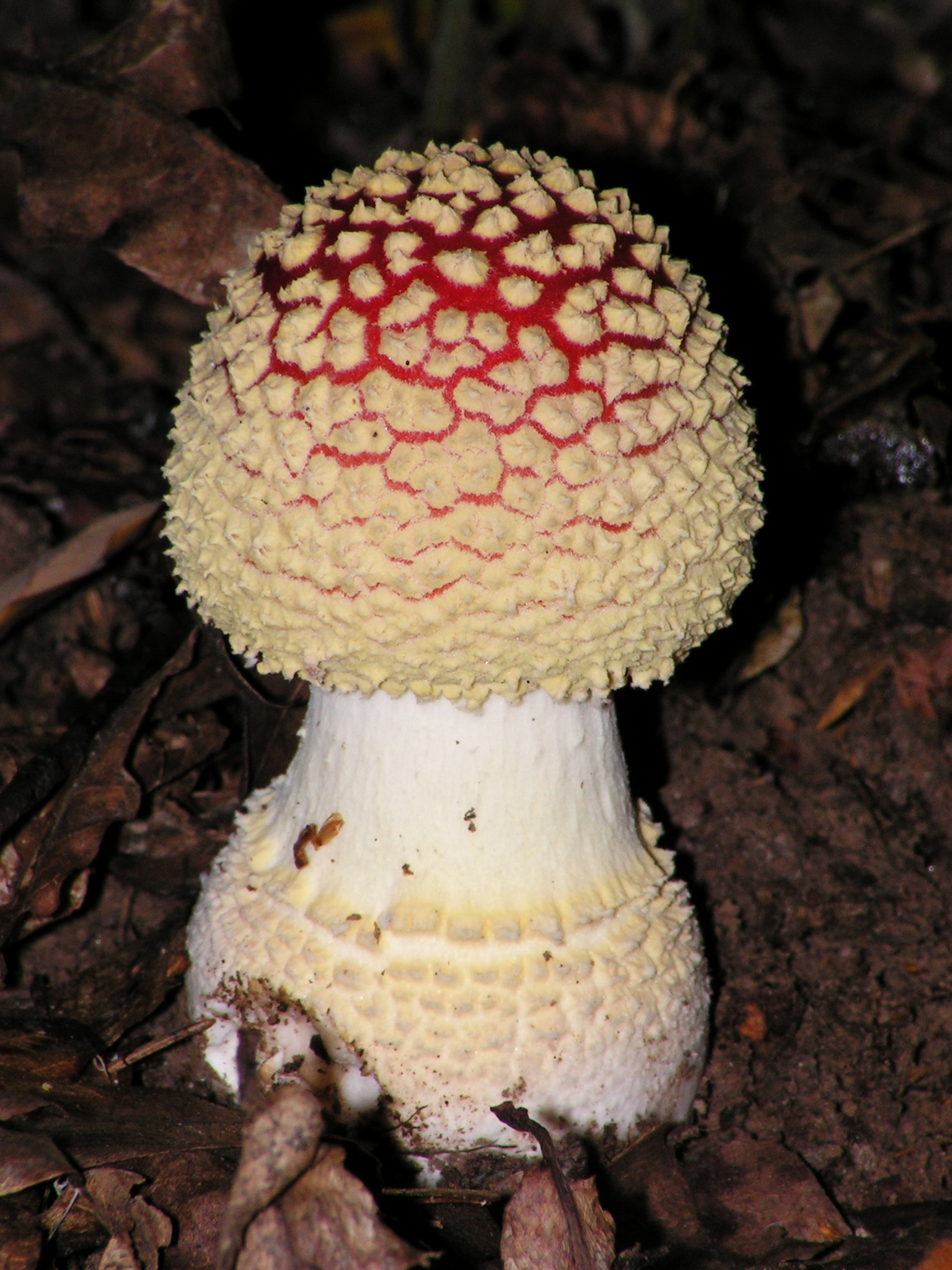
La volve et les lambeaux blanchâtres sur le chapeau de l'Amanite tue-mouche sont des restes du voile universel.

En mycologie, le voile (en latin : velum), désigne la couche de tissus qui enveloppe, entièrement ou partiellement, le primordium du sporophore de certains champignons supérieurs. Cette membrane sert de protection au champignon dans son jeune âge, notamment lors de sa phase de reproduction, de l'hyménophore contre des stress abiotiques  et biotiques (sécheresse, insectes mycophages). Puis elle se déchire irrégulièrement lors de la croissance du chapeau et de l'allongement du pied. Après déchirure, il peut subsister des vestiges de voile sous différentes formes.
Le primordium du carpophore, appelé « œuf », peut être enveloppé par les enveloppes suivantes,, : 
1. Le voile général (dit aussi voile universel) qui enveloppe initialement tout le sporophore et qui persiste parfois sous forme de volve, verrues ou écailles, armille, manchon ou chaussette sur le pied.
2. Le voile hyménial, qui, venant du pied, sous-tend l'hyménium et s'attache à la marge du chapeau.
3. Le voile partiel (dit aussi voile secondaire), est un terme collectif qui a été appliqué à tous les types d'anneaux, à l'origine une couche de tissu qui enveloppe ou enveloppait dans la jeunesse les lamelles ou les tubes de l'hyménium du sporophore, chez certaines espèces de champignons [1]. Certains auteurs distinguent le voile marginal, formé tardivement à la marge du chapeau et qui laisse un faux anneau sur le pied de certains bolets.

Développement de l'Amanite des Césars et évolution de son voile universel
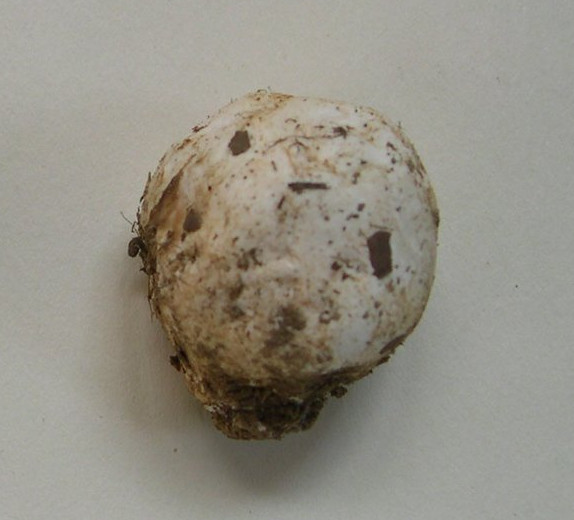
Primordium enveloppé de son voile universel.
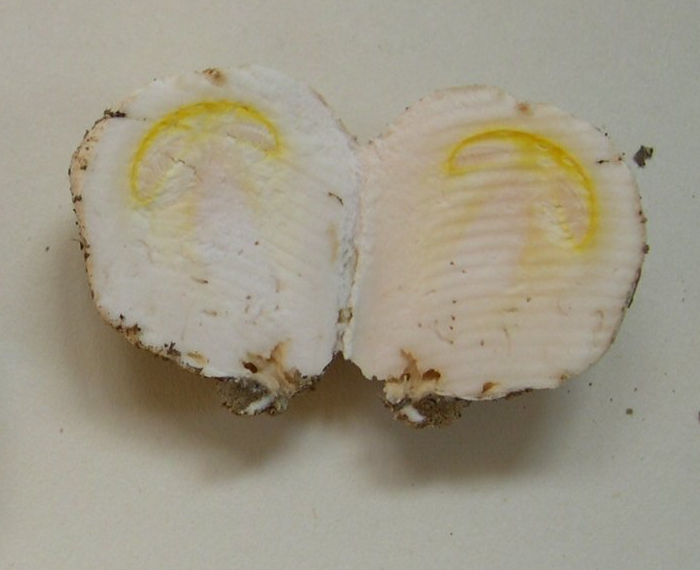
Coupe du primordium.
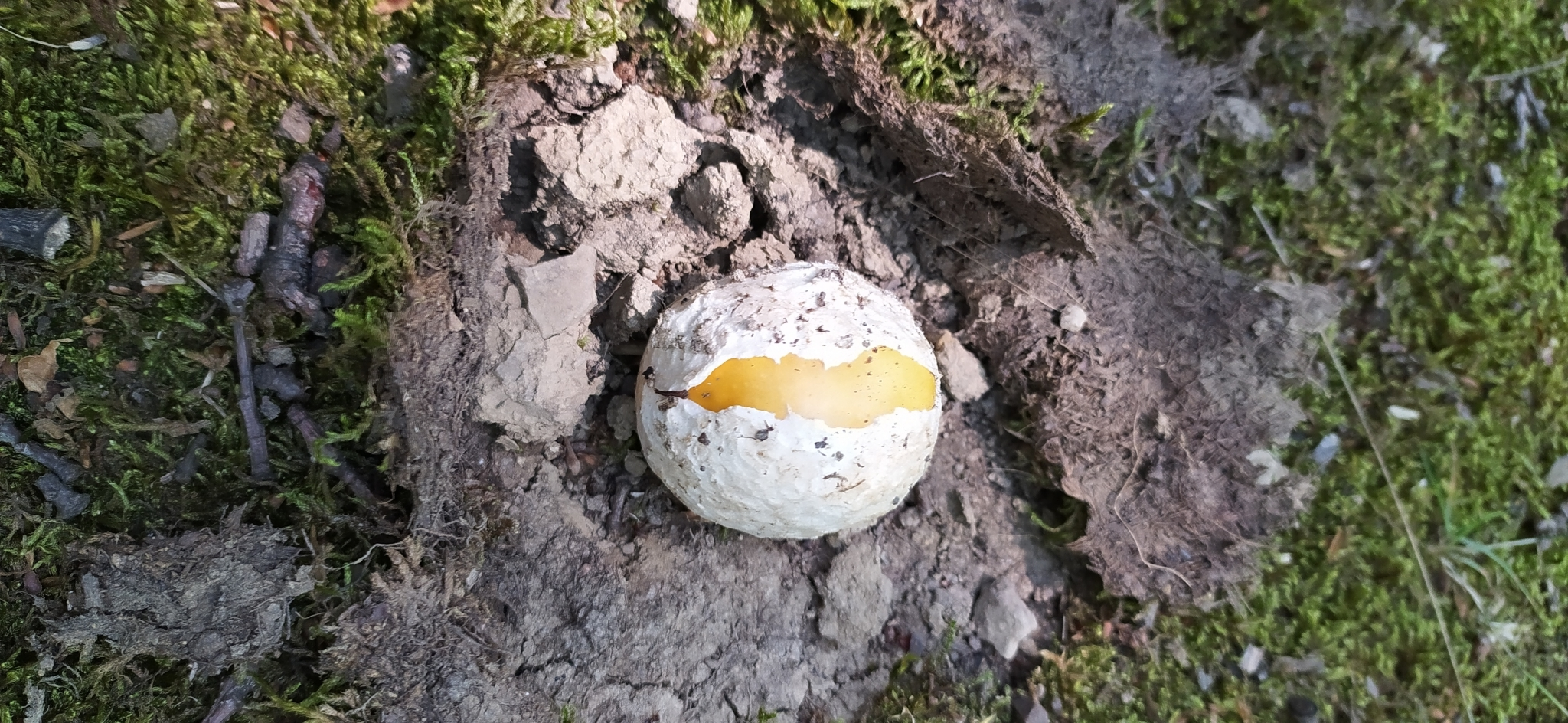
Déchirure du voile universel.
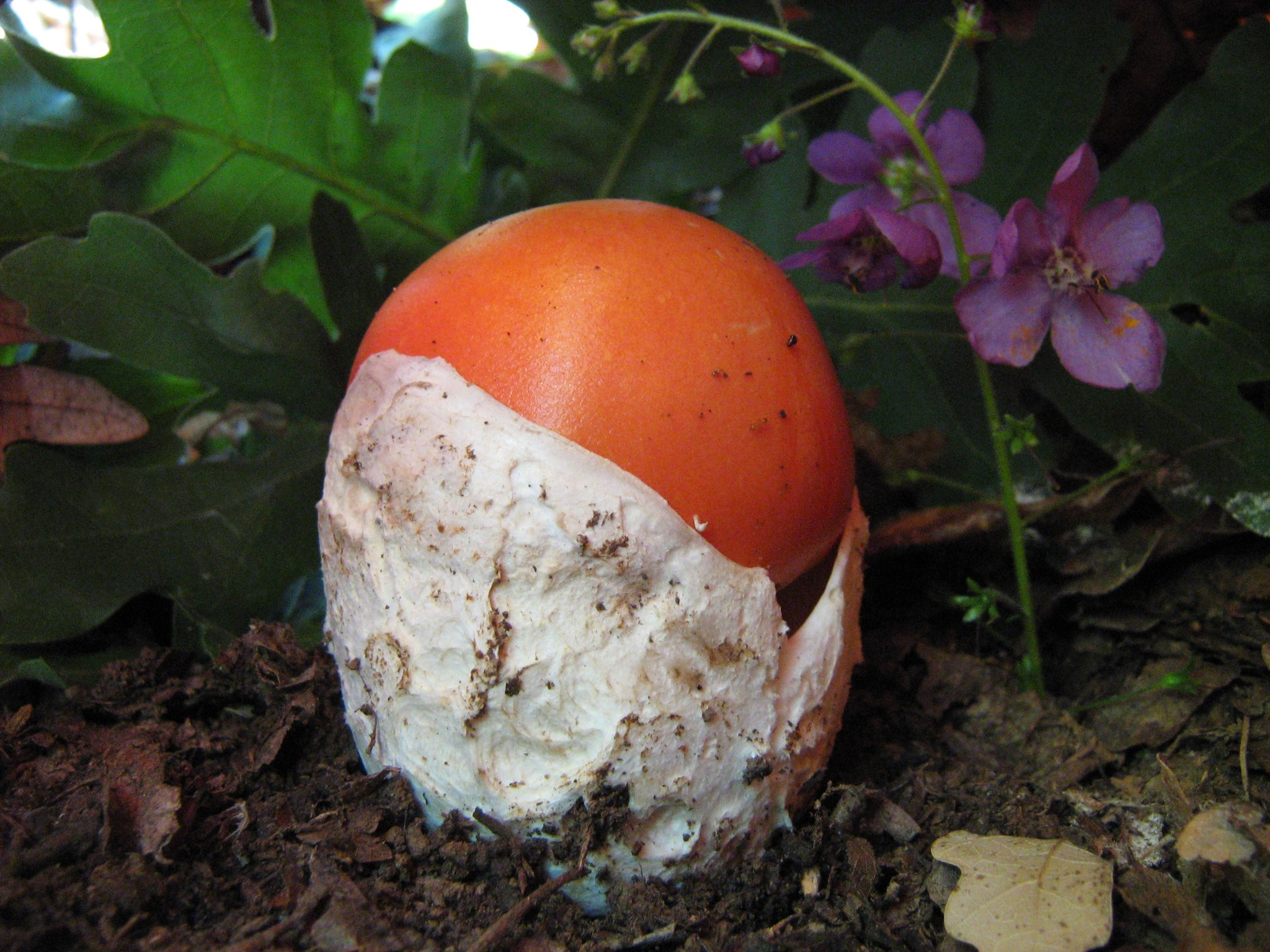
Développement du sporophore.
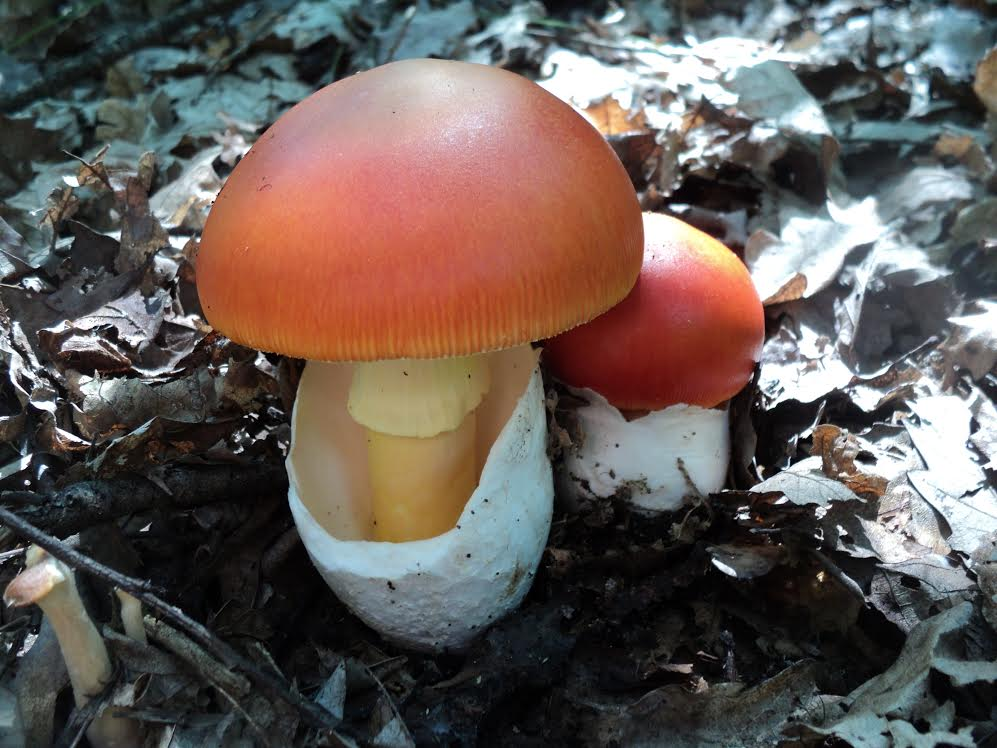
Sporophore développé et voile universel sous forme de volve.